# Button Copy
Button Copy bezeichnet ein spezielles Herstellungsverfahren von Verkehrszeichen. Die auf dem Verkehrszeichen (in der Regel Wegweiser) dargestellten Buchstaben und Piktogramme werden dabei mit kleinen Reflektoren (den sogenannten buttons) bestückt. Auf diese Weise wird die Sichtbarkeit bei Dunkelheit deutlich verbessert. Dieses Herstellungsverfahren gilt als veraltet, da mit der Einführung von retroreflektierenden Folien die Nachtsichtbarkeit weiter verbessert werden konnte und zudem die Herstellungskosten gesenkt werden konnten. Besonders in den Vereinigten Staaten war diese Art von Verkehrszeichen entlang von Fernstraßen häufig anzutreffen. So wurden beispielsweise noch bis zum Jahr 2000 im Bundesstaat Arizona Button-Copy-Schilder neu aufgestellt. In Europa waren bzw. sind diese Art von Verkehrszeichen deutlich weniger verbreitet.